# Caso Harvey Weinstein

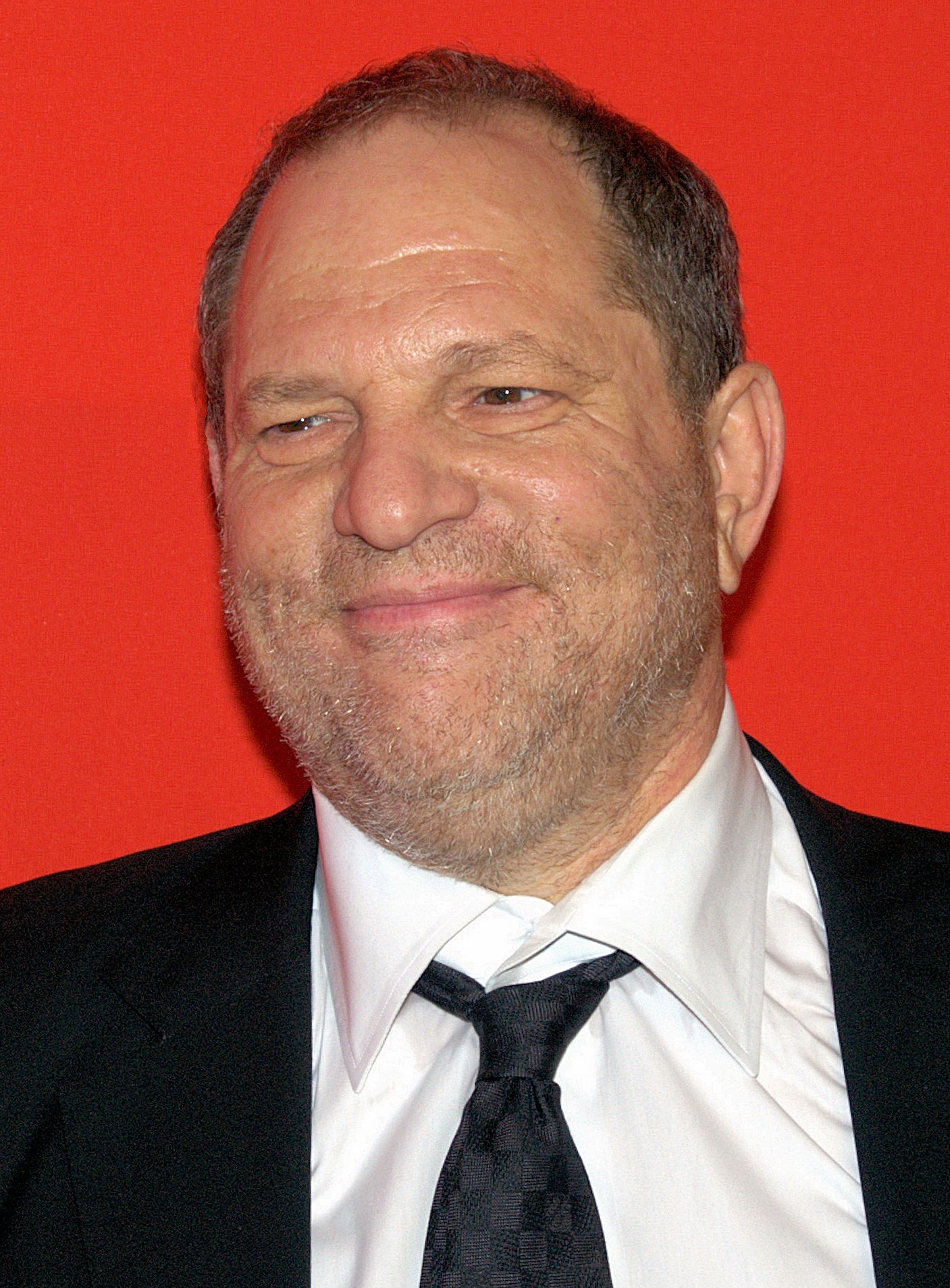
Harvey Weinstein nel 2011

Il caso Harvey Weinstein è la rivelazione pubblica di molestie e aggressioni sessuali commesse da Harvey Weinstein, produttore cinematografico statunitense. Nell'ottobre 2017, il New York Times e il New Yorker riportano l'accusa di molestie sessuali, aggressioni sessuali o di violenza sessuale da parte di una dozzina di donne a Harvey Weinstein. In seguito a queste accuse, molte altre personalità femminili dell'industria cinematografica accusano Weinstein di fatti simili.
Poco dopo la mediatizzazione delle prime accuse, Weinstein viene licenziato dalla sua compagnia, la Weinstein Company, ed espulso dall'Academy of Motion Picture Arts and Sciences e da altre associazioni professionali. Delle indagini giudiziarie e delle denunce sono state avviate da sei donne a Los Angeles, New York e Londra.
A febbraio del 2023 Weinstein è stato condannato a 16 anni di reclusione.

## Storia

### Le prime accuse

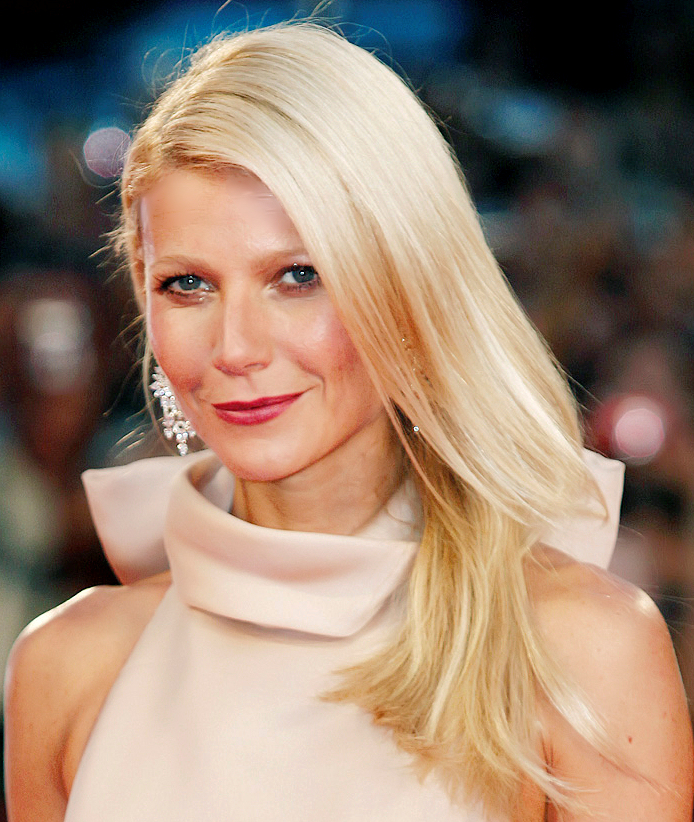
Nel 1998 Gwyneth Paltrow è la prima ad evocare pubblicamente il comportamento di Weinstein.

Da anni a Hollywood circolavano voci sulla presunta pratica di casting couch di Weinstein e delle note personalità dell'industria del cinema a volte vi alludevano. Nel 1998, nel corso di una sua ospitata al programma Late Show con David Letterman, l’attrice Gwyneth Paltrow dichiarò che Weinstein «può obbligarvi a fare una o due cose». Nel 2010 un articolo intitolato Harvey's Girls, «Le ragazze di Harvey», sul giornale Pajiba, segnalò la condotta criminale di Weinstein per le sue pratiche di abusi sessuali.

### Le accuse del 2015
Nel 2015 il New York Times riporta che Weinstein è interrogato dalla polizia, dopo che una donna di ventidue anni lo accusa di palpeggiamento inappropriato. La donna in questione, la modella italiana Ambra Gutierrez, collabora con la polizia per ottenere una registrazione audio nella quale Weinstein ammette di averla toccata in modo inappropriato. Mentre l'inchiesta della polizia progredisce, i tabloid iniziano a pubblicare degli articoli diffamatori sulla Gutierrez, descrivendola come un'arrivista opportunista. Il procuratore di Manhattan Cyrus Vance Jr. decide di non perseguire Weinstein, allegando una mancanza di prove, contro l'opinione degli stessi servizi della polizia che reputano sufficienti le prove a suo carico.

### Le accuse del 2017
Delle accuse di comportamenti sessualmente abusivi da parte di Weinstein sono riportati dalle giornaliste Jodi Kantor e Megan Twohey sul New York Times il 5 ottobre 2017. Le testimonianze accusano Weinstein di molestie sessuali durante tre decenni, e indicano anche che ha concluso otto accordi finanziari con otto donne della Miramax e della Weinstein Company.
Viene anche accusato di molestie sessuali ai danni delle attrici di Hollywood Ashley Judd e Rose McGowan. A seguito dell'articolo il 9 ottobre 2017 Weinstein viene licenziato.
Il 10 ottobre 2017 l'inviato della NBC News Ronan Farrow svela nel The New Yorker le accuse supplementari di tredici donne aggredite sessualmente da Weinstein, indicando che ne avrebbe stuprato tre. Farrow avrebbe voluto svelare il caso qualche mese prima con NBC, ma che avrebbe subito pressioni per non pubblicare, NBC smentisce. Secondo Farrow, sedici assistenti e responsabili in relazione professionale con Weinstein dicono essere stati testimoni o essere stati informati delle avances sessuali non consenzienti di Weinstein a delle donne. Quattro attrici hanno espresso i loro dubbi riguardo al fatto che dopo aver rifiutato le avances di Weinstein o di essersene lamentate, lui le avrebbe ritirate dai progetti o convinto altre persone a farlo. Numerose fonti di Farrow hanno detto che Weinstein faceva riferimento alla sua influenza per far pubblicare delle storie nei media a proposito delle persone che hanno incrociato il suo cammino. Il New Yorker pubblica la registrazione della polizia di New York City del 2015 nel quale Weinstein ammette di aver toccato Gutierrez. Il 20 ottobre 2017 l'attrice Heather Kerr dà dei dettagli sull'aggressione sessuale che ha subito.

## Inchiesta giudiziaria
A ottobre 2017 la polizia di New York, la polizia di Londra e la polizia di Los Angeles (LAPD) indagano sulle accuse di aggressione di Weinstein in seguito ai rapporti sulle sue azioni. Le investigazioni sono in merito alle accuse delle sette donne riguardo alle aggressioni commesse tra il 1980 e il 2015, a Londra e altrove. L'inchiesta della LAPD riguarda un'accusa di stupro di un'attrice anonima.
Il 23 ottobre 2017 il procuratore generale di New York Eric Schneiderman apre un'inchiesta sui diritti civici sulla Weinstein Company, introducendo una subpoena (ingiunzione) riguardo ai registri collegati a delle denunce per molestie sessuali e discriminazioni in seno all'azienda Weinstein.
La polizia di Beverly Hills annuncia l'apertura di un'inchiesta il 30 ottobre. A questa data, ottanta donne hanno testimoniato pubblicamente di essere state vittime di Harvey Weinstein. James Toback è sotto accusa per dei fatti simili.

### Vittime dichiarate
Secondo Claire Tervé dell'Huffington Post, il 30 ottobre, novantatré donne si dichiarano vittime di Harvey Weinstein e quattordici testimoniano di essere state stuprate.
1. Amber Anderson
2. Lysette Anthony
3. Asia Argento
4. Rosanna Arquette
5. Jessica Barth
6. Kate Beckinsale
7. Zoë Brock
8. Juls Bindi
9. Cynthia Burr
10. Liza Campbell
11. Marisa Coughlan
12. Emma de Caunes
13. Hope Exiner d’Amore
14. Florence Darel
15. Cara Delevingne
16. Juliana De Paula
17. Sophie Dix
18. Lacey Dorn
19. Dawn Dunning
20. Lina Esco
21. Alice Evans
22. Lucia Evans
23. Angie Everhart
24. Claire Forlani
25. Romola Garai
26. Louisette Geiss
27. Louise Godbold
28. Judith Godrèche
29. Trish Goff
30. Eva Green
31. Ambra Gutierrez
32. Mimi Haleyi
33. Daryl Hannah
34. Salma Hayek
35. Lena Headey
36. Lauren Holly
37. Paz de la Huerta
38. Dominique Huett
39. Angelina Jolie
40. Ashley Judd
41. Minka Kelly
42. Katherine Kendall
43. Heather Kerr
44. Mia Kirshner
45. Myleene Klass
46. Courtney Love
47. Laura Madden
48. Natassia Malthe
49. Brit Marling
50. Sarah Ann Masse
51. Ashley Matthau
52. Rose McGowan
53. Natalie Mendoza
54. Sophie Morris
55. Katya Mtsitouridze
56. Emily Nestor
57. Jennifer Siebel Newsom
58. Connie Nielsen
59. Lupita Nyong'o
60. Lauren O'Connor
61. Gwyneth Paltrow
62. Samantha Panagrosso
63. Zelda Perkins
64. Vu Thu Phuong
65. Sarah Polley
66. Tomi-Ann Roberts
67. Lisa Rose
68. Erika Rosenbaum
69. Melissa Sagemiller
70. Annabella Sciorra
71. Léa Seydoux
72. Lauren Sivan
73. Chelsea Skidmore
74. Mira Sorvino
75. Tara Subkoff
76. Uma Thurman
77. Paula Wachowiak
78. Paula Williams
79. Sean Young
80. Cate Blanchett

#### Molestie e aggressioni sessuali
Circa 80 donne hanno annunciato pubblicamente di aver subito degli stupri, aggressioni sessuali e molestie da Weinstein. Secondo le loro testimonianze, egli invitava le giovani attrici in un hotel o in ufficio sotto il pretesto di discutere della loro carriera, esigendo in seguito un massaggio o un rapporto sessuale. Dei colleghi e collaboratori di Weinstein hanno indicato ai giornalisti che queste pratiche erano rese possibili dal personale, i soci e gli agenti che organizzavano questi appuntamenti, ed anche dagli avvocati e pubblicisti che cancellavano le denunce con l'aiuto di minacce e accordi finanziari.
Una lunga lista di donne ha detto di essere stata aggredita da Weinstein.

#### Stupri
Diverse donne lo hanno accusato di stupro: 
1. Lysette Anthony ha denunciato alla polizia britannica che Weinstein l'ha stuprata alla fine degli anni 1980 a casa sua a Londra.[23]
2. Asia Argento ha detto al The New Yorker che nel 1997 Weinstein l'ha invitata in una camera d'albergo, le ha sollevato la gonna, l'ha forzata ad aprire le gambe e ha praticato un cunnilingio mentre lei gli chiedeva ripetutamente di smettere.
3. Lucia Evans riporta che dopo un appuntamento di lavoro nel 2001, Weinstein l'ha forzata a fare sesso orale.
4. Hope Exiner d'Amore, una vecchia collaboratrice di Weinstein, riporta di essere stata stuprata durante un viaggio di lavoro a New York alla fine degli anni 1970.
5. Secondo Mimi Haleyi, Weinstein l'ha forzata ad avere delle relazioni sessuali orali non consenzienti nell'appartamento di Weinstein a New-York nel 2006 quando aveva una ventina d'anni.[24]
6. Dominique Huett afferma che Weinstein ha praticato una relazione di sesso orale non consenziente per poi dedicarsi ad altri atti sessuali davanti a lei.[25]
7. Natassia Malthe indica che nel 2008, Weinstein si è introdotto nella sua camera d'hotel a Londra e l'ha stuprata.[26]
8. Rose McGowan scrive su Twitter di aver avvertito il direttore di Amazon Video, Roy Price, che Weinstein l'aveva stuprata, ma che Price ha ignorato le sue accuse continuando a collaborare con Weinstein.[25] Price dà in seguito le dimissioni dal suo posto di lavoro dopo delle rivelazioni di molestie sessuali a suo conto.[27]
9. Annabella Sciorra afferma che, all'inizio degli anni 1990, Weinstein ha forzato l'ingresso del suo appartamento, l'ha spinta nel suo letto e stuprata.[28]
10. Una donna anonima riporta al The New Yorker che Weinstein l'ha invitata in una camera d'albergo e l'ha forzata ad accettare una relazione sessuale malgrado le sue proteste.
11. Un'altra attrice anonima racconta al Los Angeles Times che nel 2013, Weinstein a forza di molestie entra nella sua camera d'hotel, la prende per i capelli, la trascina in bagno e la stupra.[29]
12. Paz de la Huerta indica a CBS News che è stata violentata a due riprese nel 2010 da Weinstein.[30][31] Un'inchiesta è aperta dall'ufficio del procuratore di Manhattan.

In risposta all'articolo, l'avvocato di Weinstein, Charles Harder, afferma che il suo cliente perseguirà The New York Times. Tuttavia, a partire dal 15 ottobre Harder non lavora più per Weinstein.
In risposta al New Yorker, un portavoce di Weinstein afferma: "Le presunte azioni di Weinstein sono denunciate da personalità eminenti dell'industria dello spettacolo e della sfera politica, provocando delle discussioni pubbliche a proposito di quello che l'Academy of Motion Picture Arts and Sciences indica essere, "l'ignoranza voluta e la complicità vergognosa con dei comportamenti da predatori sessuali e di molestie sul lavoro nell'industria del cinema". The Guardian contatta 20 attori che hanno lavorato con Weinstein; nessuno commenta. L'articolo conclude dicendo che mentre la maggior parte delle donne condanna le azioni di Weinstein, "la maggior parte degli uomini influenti dell'industria del cinema è rimasta in silenzio".

### L'accordo
Nel maggio 2019 viene trovato un accordo che va a chiudere i procedimenti civili ma non quelli penali; Weinstein verserà 30 milioni di dollari ad accusatrici e creditori della Weinstein Company più altri quattordici al suo gruppo di legali.

### La sentenza di New York
Nel febbraio 2020 una giuria di New York lo giudica colpevole di stupro di terzo grado e atti sessuali criminali di primo grado verso l'attrice Jessica Mann, condannandolo a ventitre anni di carcere. Operato pochi giorni prima di angioplastica, dopo aver lasciato il tribunale viene riportato d'urgenza in ospedale in preda a palpitazioni e pressione alta con un sospetto infarto in corso senza tornare quindi in cella a Rikers Island. Trasferito successivamente nel Walden Correctional Center di Alden vicino a Buffalo, la settimana seguente risulta positivo al COVID-19 e viene perciò isolato nel piccolo penitenziario, per poi guarire completamente dal virus il successivo 1 aprile. Nel procedimento Weinstein ha risposto degli abusi commessi su due delle molte donne che l’hanno denunciato e cioè l’assistente di produzione Miriam Haley e l’attrice Jessica Mann mentre un secondo processo è in corso a Los Angeles.

## Reazioni

### Associazioni professionali
L'8 ottobre 2017 il consiglio di amministrazione della Weinstein Company licenzia Weinstein e il 17 ottobre egli deve lasciare il suo ruolo in tale consiglio. Diverse aziende mettono fine alla loro collaborazione con la Weinstein Company, come Apple (9 ottobre 2017), Hachette (12 ottobre), Amazon (13 ottobre), Lexus e Ovation (25 ottobre). Durante la settimana dopo il licenziamento di Weinstein, la British Academy of Film and Television Arts sospende lo status di membro di Weinstein e l'Academy of Motion Picture Arts and Sciences, che assegna i premi Oscar, espelle Weinstein. Inoltre, la Producers Guild of America espelle Weinstein dopo un voto unanime del consiglio di amministrazione.

### Politica
Delle personalità del mondo politico condannano le azioni di Weinstein. Hillary Clinton, Barack Obama e Michelle Obama denunciano il comportamento presunto di Weinstein il 10 ottobre 2017. Il presidente francese Emmanuel Macron avvia il ritiro della Legion d'onore di Weinstein. In Gran Bretagna, dei membri del partito laburista del parlamento esigono il ritiro del titolo dell'Ordine dell'Impero Britannico di Weinstein.
Dei politici sostenuti da Weinstein donano i fondi ricevuti a degli enti di beneficenza, in particolare i senatori democratici Al Franken, Patrick Leahy, e Martin Heinrich.

### Altre reazioni

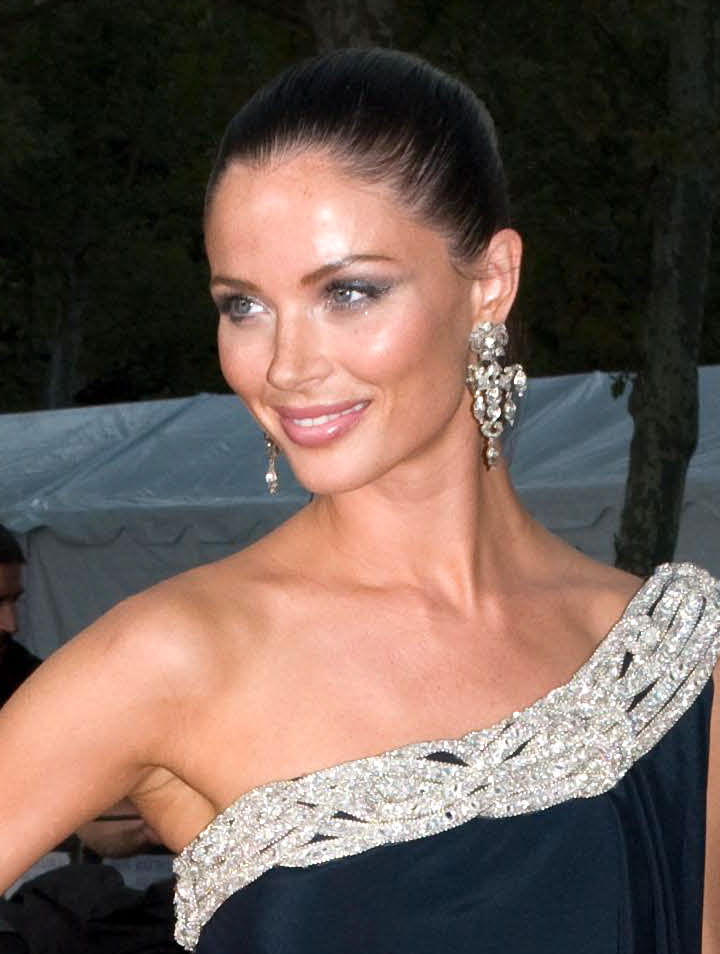
Georgina Chapman ha divorziato da Weinstein dopo le accuse di molestie

La moglie di Weinstein Georgina Chapman annuncia il 10 ottobre 2017 la domanda di divorzio.
In ottobre 2017 l'Università di Buffalo avvia una procedura di revoca del suo diploma onorifico e l'Università di Harvard abroga la medaglia del 2014 W. E. B. Du Bois, attribuita a delle persone come riconoscimento ai loro contributi alla cultura afro-americana.

## Le conseguenze
Questo caso incoraggia numerose vittime a parlare in Europa ma anche in Asia.

### In Francia
Il 13 ottobre 2017 la giornalista francese Sandra Muller lancia su Twitter l'hashtag #BalanceTonPorc. Utilizza consapevolmente la parola «porco» perché era il soprannome di Harvey Weinstein a Cannes e per dire che gli uomini che agiscono in tal modo non si comportano da esseri umani. Per Irène Théry, sociologa, questo significa che «la vergogna, poco a poco, passa dall'altra parte». Il 17 ottobre, vengono scambiati 150.000 messaggi, 16.000 persone hanno raccontato la loro aggressione, stupro o abuso. La violenza dell'hashtag scelto in francese è stata a volte criticata, in particolare per il suo carattere specista poiché oggettiva un animale. Altri utilizzano l'hashtag #moiaussi.
Il 16 ottobre 2017 la municipalità di Deauville cancella il nome di Weinstein dalla Promenade des Planches, dove era stato dipinto in seguito all'omaggio che gli era stato reso dal Festival del cinema americano nel 1998.
Il 30 ottobre 2017 vengono organizzate molte manifestazioni in numerose città per denunciare le violenze subite dalle donne. L'hashtag #metoo partito dagli Stati Uniti è ripreso sulle reti francofone come #moiaussi.
Il caso Weinstein si sovrappone alla polemica sul mancato processo a Roman Polański, che si è trasferito in Francia nel 1977 per evitare di essere processato per stupro negli Stati Uniti.

### Negli Stati Uniti
L’attrice statunitense Alyssa Milano incoraggia le donne a raccontare il proprio vissuto lanciando l'hashtag #metoo su Twitter. Riceve più di 65 000 risposte.
Kevin Spacey, l'attore principale della serie televisiva House of Cards - Gli intrighi del potere e di varie pellicole di successo come American Beauty e I soliti sospetti viene messo in causa a sua volta da un suo impiegato che lo accusa di aggressione sessuale facendo coming out. Un assistente di produzione annuncia ugualmente di essere stato aggredito. Spacey presenta le sue scuse pubbliche a Anthony Rapp in un post su Twitter, il quale dichiara di essere stato aggredito dall'attore quando aveva quattordici anni e Spacey ventisei. In seguito a questi annunci, Netflix decide di sospendere la produzione di House of Cards, per poi annunciare la chiusura definitiva della serie fino alla sesta stagione e il licenziamento di Spacey da essa. E Ridley Scott insieme a tutta la produzione del film Tutti i soldi del mondo, rigirerà tutte le scene in cui compariva Spacey (che avrebbe dovuto interpretare Jean Paul Getty) con al suo posto Christopher Plummer.
Vengono accusate molte altre personalità del cinema e dello spettacolo, come Dustin Hoffman da Wendy Riss Gatsiounis e Anna Graham Hunter e Jeremy Piven da Cassidy Freeman, Louis C.K. e Ariane Bellamar. Nell'ottobre 2017 l'attore ed ex giocatore di football americano Terry Crews disse di essere stato molestato da un famoso produttore hollywoodiano con sua moglie che assistette alla scena. Nello stesso periodo anche James Van Der Beek disse di essere stato vittima di molestie. Due mesi dopo invece fu accusato di molestie anche il milionario produttore discografico e imprenditore (attivo nell'ambito dell'hip hop) Russell Simmons. Venne accusato da oltre 10 donne. Nel maggio 2018 fu accusato anche Morgan Freeman da otto donne.
A causa dello scandalo la Weinstein Company entra in crisi e nel marzo 2018 fa richiesta di fallimento. Il 25 maggio 2018 Harvey Weinstein si è presentato al commissariato di Lower Manhattan a New York per consegnarsi alle autorità. Secondo la CNN, che cita fonti giudiziarie, l'ex produttore è in stato di arresto con l'accusa di aver stuprato una donna e aver costretto un'altra a praticargli sesso orale. Weinstein è indagato per crimini sessuali anche a Los Angeles e Londra. Sempre secondo la CNN la cauzione sarà fissata in due milioni di dollari (circa 1,7 milioni di euro).
Anche James Tobback viene accusato da trentotto donne per dei fatti di abuso sessuale.
Brett Ratner è accusato da sei donne, tra le quali Olivia Munn, Natasha Hentridge e Jaime Ray Newman, di aver avuto un comportamento inappropriato.

### In Italia
Asia Argento, dopo aver testimoniato la propria esperienza con Weinstein, riceve aspre critiche in Italia. Renato Farina la accusa di prostituzione, negando lo stupro e le aggressioni subite. Vittorio Feltri, editore capo di Libero indica non soltanto che la relazione sessuale con Weinstein sarebbe stata consensuale, ma che Asia Argento sarebbe dovuta essere grata nei confronti del produttore. Il politico e critico d'arte Vittorio Sgarbi evoca anche la possibilità che Weinstein possa essere stato vittima delle aggressioni sessuali da parte di Asia Argento. Vladimir Luxuria, in un confronto televisivo con Asia Argento nel programma Cartabianca, la accusa di avere avuto con il produttore una relazione sessuale consenziente e di essersene poi pentita. Le frasi di Luxuria, in particolare, hanno destato indignazione, tanto che poi l'ex parlamentare si scuserà con l'Argento in una lettera pubblica su Facebook, ritrattando le sue dichiarazioni.
A fine ottobre 2017, Asia Argento annuncia di lasciare l'Italia in seguito a queste critiche per evitare lo slut-shaming e di andare a risiedere in Germania.
Ad agosto 2018 la Argento viene a sua volta accusata di molestie sessuali dall'attore statunitense Jimmy Bennett, con cui si sarebbe accordata privatamente nei mesi successivi alle sue rivelazioni su Weinstein, per pagare un risarcimento di 380 000 dollari.
In seguito, altre attrici italiane riferiscono aggressioni sessuali subìte in passato, tra queste Gina Lollobrigida e Anna Mazzamauro.
Sulla scia del caso Weinstein, Dino Giarrusso de Le Iene intervista una quindicina di donne che raccontano di aver subito molestie sessuali da parte di Fausto Brizzi. Tre di queste hanno presentato querela all'autorità giudiziaria per presunti episodi avvenuti nel 2014, 2015 e 2017. La Procura di Roma, dopo aver aperto un fascicolo con l'ipotesi di violenza sessuale e aver svolto accertamenti per tutti e tre gli episodi, non ravvisando profili penali, nel luglio del 2018 ha chiesto l'archiviazione perché «il fatto non sussiste». Due denunce risultano troppo tardive secondo la legge italiana, che prevede un massimo di sei mesi per denunciare, mentre la terza persona aveva mandato messaggi WhatsApp dopo il fatto, cosa che è stata interpretata come un atteggiamento consenziente.
Nel gennaio del 2019, il Giudice per le indagini preliminari del Tribunale di Roma ha accolto la richiesta di archiviazione della Procura perché «il fatto non sussiste» per tutti e tre gli episodi. Il regista aveva comunque sempre respinto ogni accusa, dichiarando di non aver mai avuto rapporti sessuali non consenzienti.

### In Argentina
Il 9 giugno 2018, poco prima dell'inizio dei Mondiali 2018, il C.T. dell'Argentina Jorge Sampaoli è stato accusato di abusi sessuali da una cuoca nella struttura della federcalcio argentina.
L'attore Juan Darthes viene denunciato penalmente il 4 dicembre 2018 da Thelma Fardin, sua collega ne Il mondo di Patty, per un presunto abuso sessuale avvenuto nel maggio 2009, quando lei era ancora minorenne. In passato altre donne avevano accusato l'attore di molestie e comportamenti inopportuni.

## Media
Nel 2022 esce il film Anche io, diretto da Maria Schrader, che racconta la vicenda.